# Melpomene
Nella mitologia greca Melpomene (in greco antico: Μελπομένη?, Melpomènē) era la musa della tragedia, figlia di Zeus e di Mnemosine (cioè della potenza e della memoria). Ci è nota anche per il suo rapporto con Dioniso. Il suo nome, infatti, è derivato dal greco μέλπομαι, che significa "festeggiare con danze e canti".
Viene spesso rappresentata con una maschera tragica e calzante i coturni, tradizionali sandali tragici; oltre a ciò reca spesso con sé un coltello o un bastone, mentre in capo può portare una corona in cipresso. Il suo sguardo è spesso severo e grave: con ciò, la musa indica che la tragedia è un'arte difficile, potente, che richiede grande ingegno ma soprattutto molta fantasia. Alcune tradizioni vogliono che dall'unione di Melpomene con Acheloo, dio fluviale, figlio di Oceano e Teti, siano nate le Sirene, esseri mitologici con testa di donna e corpo di uccello, che con il loro canto attirano i marinai per poi condurli a una morte certa.

## Galleria d'immagini

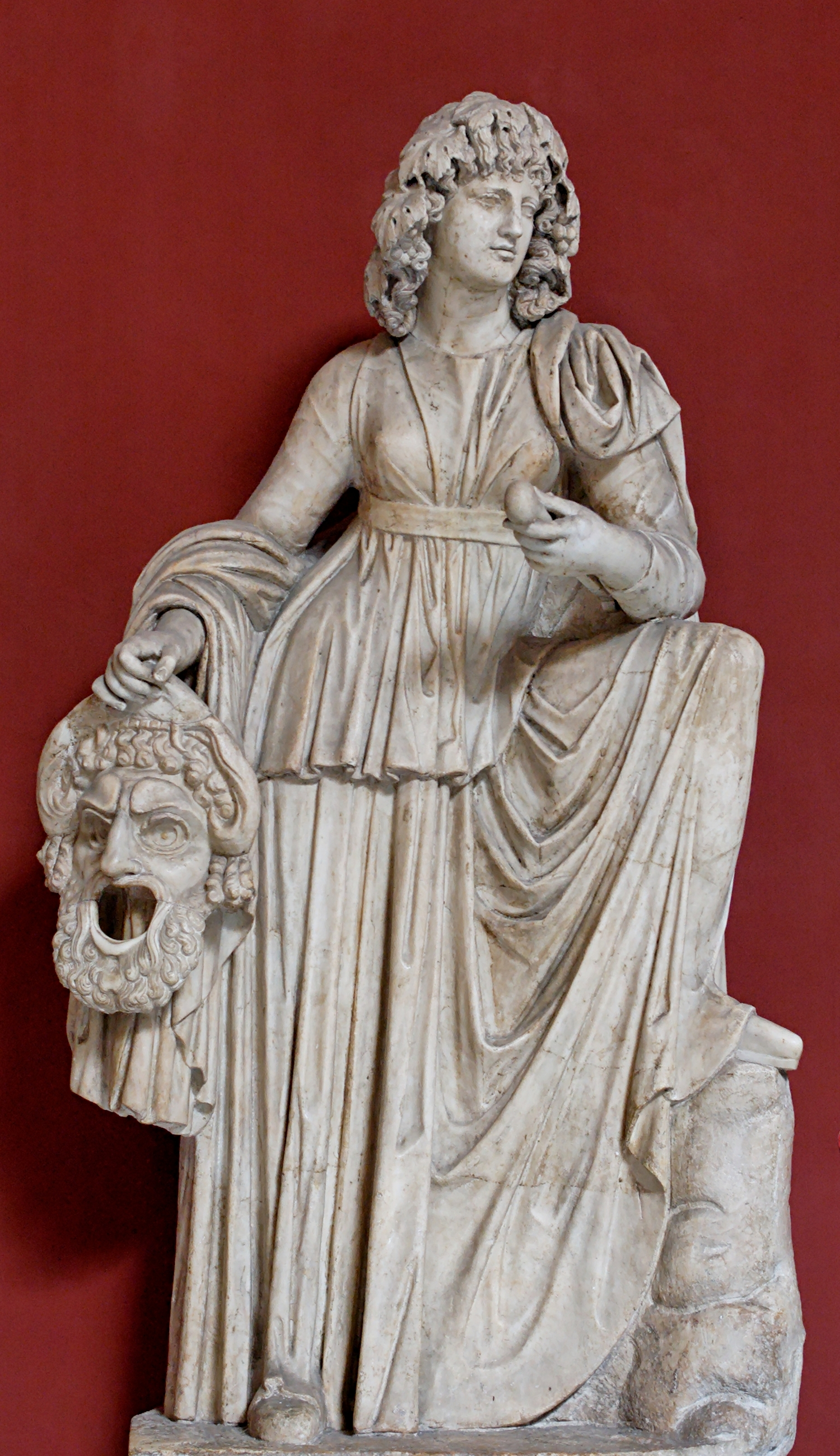
Statua di autore ignoto ritrovata nella Villa di Cassio a Tivoli nel 1774, Museo Pio-Clementino
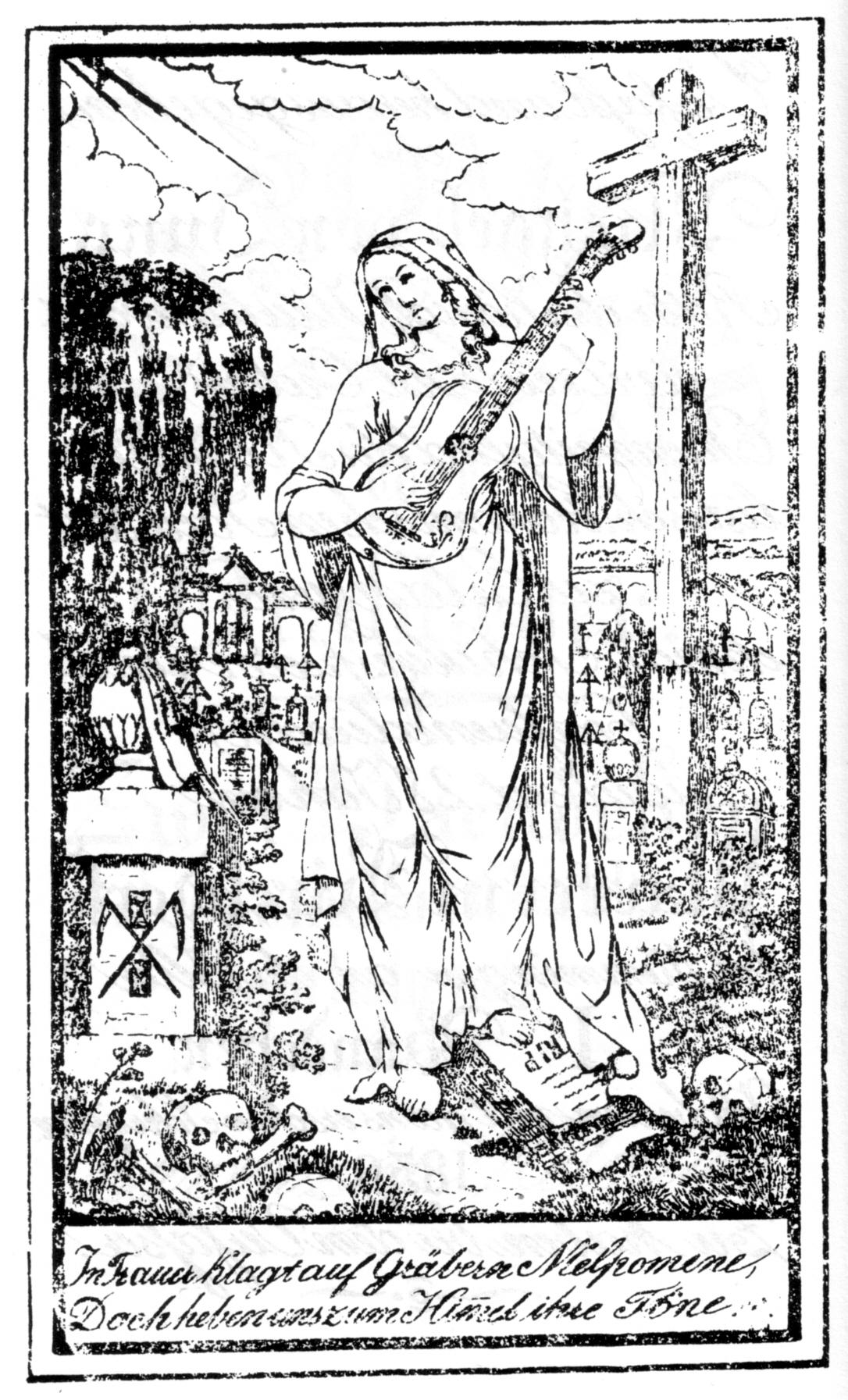
Stampa allegorica tedesca del 1839 nel libro Melpomene di Michael von Jung
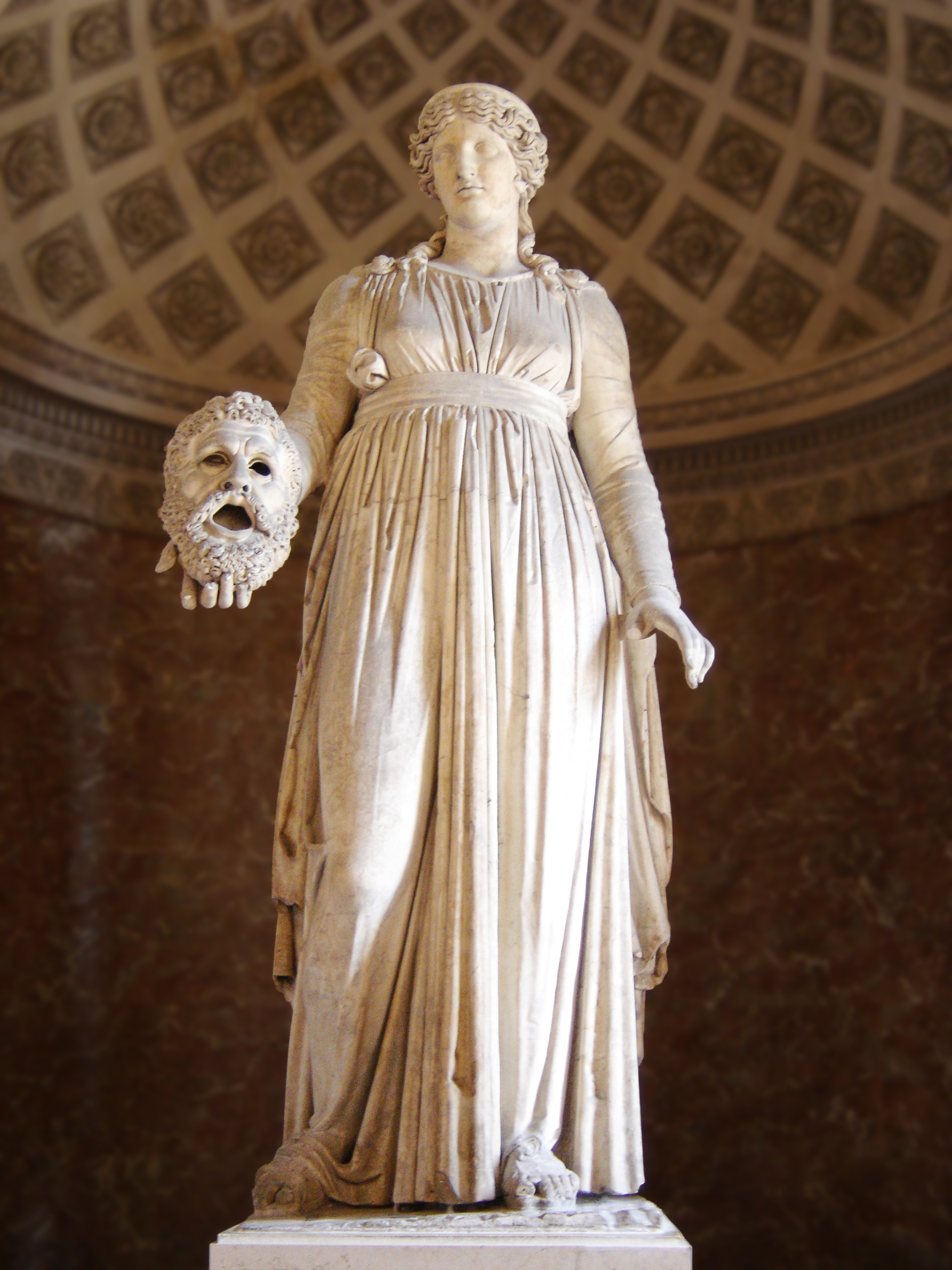
Statua romana con maschera tragica, circa 50 a.C., forse proveniente dal  teatro di Pompeo , Museo del Louvre
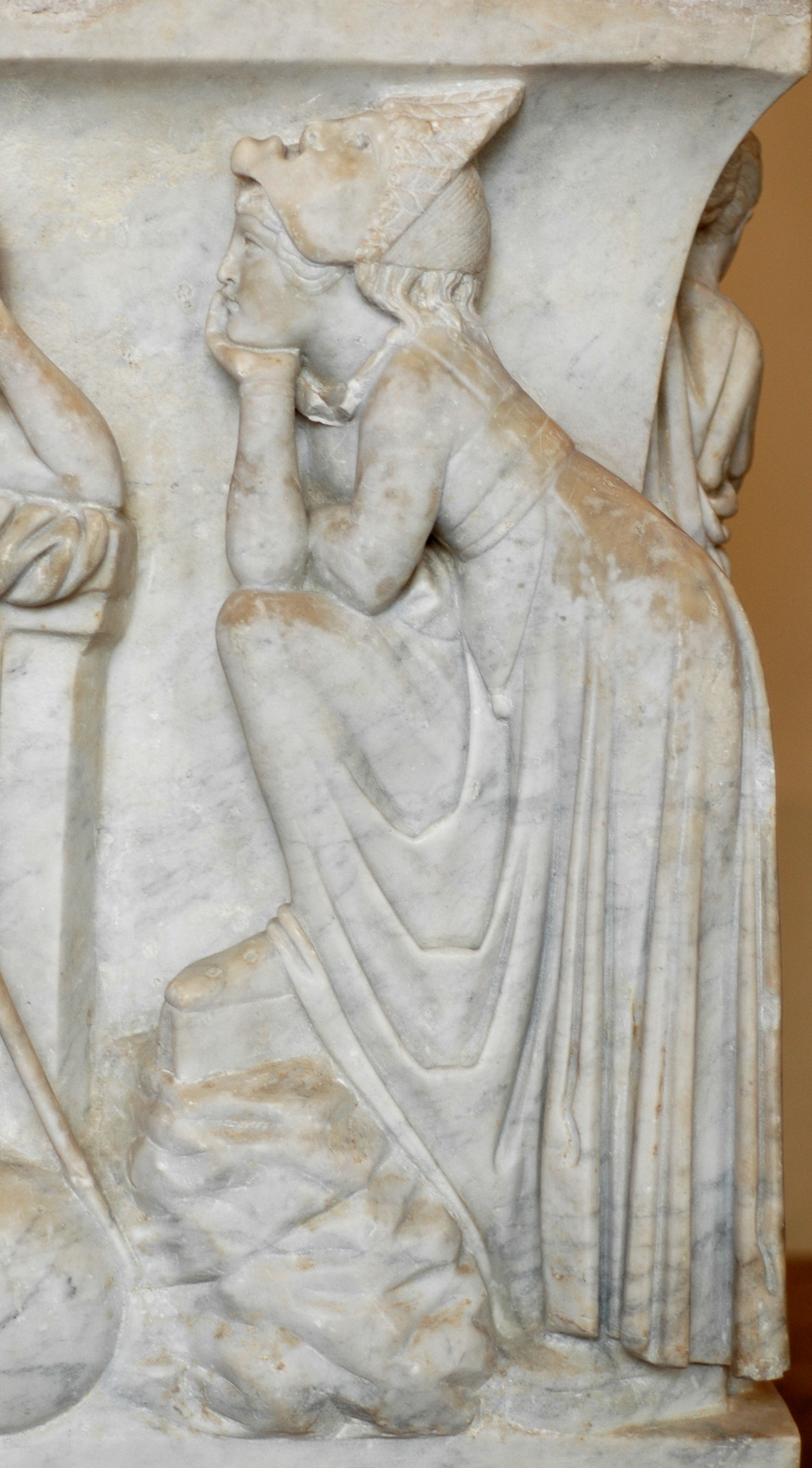
Particolare del sarcofago delle Muse, II sec.d.C. Museo del Louvre